# Steve (Minecraft)
Steve là một nhân vật hư cấu trong loạt trò chơi điện tử Minecraft được tạo ra bởi nhà phát triển trò chơi điện tử người Thụy Điển Markus "Notch" Persson. Trong phiên bản Minecraft dựa trên nền tảng Java ban đầu được phát hành chính thức vào ngày 17 tháng 5 năm 2009, Steve là một trong hai nhân vật có thể điều khiển được có sẵn cho người chơi cho đến tận các phiên bản sau này của Minecraft. Steve không được các nhà phát triển Minecraft xây dựng cốt truyện vì anh được dự định trở thành một hình đại diện có thể tùy chỉnh thay vì trở thành một nhân vật được xác định trước. Nhân vật còn lại, đồng thời cũng là bạn đồng hành của Steve, tên là Alex. Alex được giới thiệu lần đầu tiên vào tháng 8 năm 2014 cho phiên bản PC của Minecraft. Tùy thuộc vào phiên bản Minecraft, người chơi có cơ hội hóa thân thành Steve hoặc Alex khi bắt đầu một trò chơi mới.
Steve đã trở thành một nhân vật được công nhận rộng rãi trong ngành công nghiệp trò chơi điện tử sau thành công về mặt thương mại và từ giới phê bình. Được một số nhà phê bình coi là biểu tượng của Minecraft, hình ảnh của Steve đã xuất hiện rộng rãi trong lĩnh vực quảng cáo và hàng hóa, bao gồm cả các bộ trang phục và các mặt hàng sưu tập. Nhân vật này cũng đã truyền cảm hứng cho một số câu chuyện và creepypasta, đáng chú ý nhất là creepypasta liên quan tới Herobrine đã được chia sẻ rộng rãi trên các cộng đồng internet như một meme trong những năm 2010.

## Khái niệm và thiết kế
Steve được thể hiện như một nhân vật con người với ngoại hình khối vuông, phù hợp với phong cách thẩm mỹ và nghệ thuật của Minecraft. Tên của nhân vật có nguồn gốc như một trò đùa của Markus Persson, và được xác nhận là tên chính thức của nhân vật trong Minecraft Bedrock Edition. Khuôn mặt râu dê của Steve (trong nhiều phiên bản không có râu) bao gồm một hình ảnh 8x8 pixel. Steve mặc một chiếc áo sơ mi màu xanh lơ (xanh nhạt trong một số phiên bản đồ họa 3D), một chiếc quần tây màu chàm với một đôi giày.

So sánh cạnh nhau về giao diện nhân vật của Alex (bên trái) và Steve (bên phải).

Bất chấp cái tên và đặc điểm nam tính của mình, Markus Persson khẳng định rằng giới tính của Steve không bao giờ có ý định cố định. Vào năm 2012, Persson giải thích rằng đồ họa khối vuông của Minecraft đã vô tình củng cố một thẩm mỹ mặc định cho trò chơi là "nam tính truyền thống". Anh nhấn mạnh rằng Minecraft được thiết kế để "trở thành một trò chơi không có yếu tố giới tính" trong một trò chơi mà "giới tính không tồn tại" và mô hình nhân vật nhằm đại diện cho một con người phi nhị giới. Thừa nhận rằng giới hạn tùy chọn giới tính chỉ dành cho nam, Markus Persson nói với mọi người rằng "Đây chỉ là một trò chơi dành cho con trai", Persson tuyên bố rằng anh ấy đã từng cố gắng tạo ra một hình mẫu nhân vật nữ thích hợp trong Minecraft, nhưng cho biết kết quả còn tệ hơn ban đầu.
Đến ngày 22 tháng 8 năm 2014, một skin mặc định khác miễn phí cho tất cả người chơi Minecraft có tên Alex đã được thêm vào phiên bản Minecraft trên Macintosh và Windows. Nhân vật đã được thêm vào bảng điều khiển và phiên bản di động của Minecraft vào một ngày sau đó. Hình mẫu nhân vật của Alex tương tự như Steve, nhưng có vẻ ngoài nữ tính hơn: Alex có mái tóc đỏ buộc thành đuôi ngựa và cánh tay hẹp hơn. Nhận xét về sự nổi tiếng của Minecraft trong việc thể hiện giới tính tốt hơn so với các trò chơi điện tử khác trong ngành vào những năm 2010, Helen Chiang, người đứng đầu studio Microsoft chịu trách nhiệm nhượng quyền Minecraft, giải thích trong một cuộc phỏng vấn năm 2018 rằng điều quan trọng là công ty của cô ấy phải tận dụng sức mạnh của thương hiệu Minecraft để phá bỏ định kiến của giới truyền thống. Bằng cách trình bày Alex và Steve là có năng lực hoặc phẩm chất hay thể chất giống hệt nhau, Chiang cho biết điều này củng cố lập trường của studio về bình đẳng giới và cam kết của họ đối với lý tưởng của mình.

## Mô tả

### Tổng quan về nhân vật
Steve là một trong hai skin nhân vật mặc định dành cho người mới chơi Minecraft. Skin là sự hiện thực hóa của hình đại diện của người chơi  trong game, đại diện cho người chơi trong thế giới trò chơi, có thể được thay đổi bởi người chơi. Người chơi được phép chọn nhiều tùy chọn để thay đổi skin cho giao diện nhân vật người chơi của họ. Tất cả các con thây ma được tìm thấy trong Minecraft dường như mặc quần áo giống như Steve, mặc dù không có lời giải thích chính thức nào được đưa ra.
Trước phần giới thiệu của Alex, Steve và tối đa tám biến thể của Steve, không ai trong số họ là nữ, là những nhân vật duy nhất mà người chơi có thể chọn cho hình đại diện của họ mà không phải trả tiền cho nhiều nhân vật hơn hoặc thay đổi mã của trò chơi thông qua các phương pháp phức tạp. Giống như Steve, Alex không thể được chọn thủ công trong trò chơi và việc sử dụng Alex được chỉ định ngẫu nhiên bất cứ khi nào người chơi bắt đầu một trò chơi mới.
Theo cốt truyện được cung cấp trên Lego Club Magazine, Steve và Alex đang trong một mối quan hệ lãng mạn và cả hai đều có những sở thích khác nhau ngoài năng khiếu chung về xây dựng: Steve có thiên hướng khai thác và giả kim, trong khi Alex thích khám phá và săn bắn.

### Herobrine
Herobrine là một truyền thuyết đô thị và creepypasta có nguồn gốc là một trò lừa bịp được lan truyền bởi một bài đăng ẩn danh trên trang web 4chan bằng tiếng Anh. Là một "hồn ma" ám ảnh thế giới Minecraft, nhân vật này được cho là trông giống như hình mẫu nhân vật tiêu chuẩn của Steve, ngoại trừ một đôi mắt trắng sáng thiếu đồng tử. Các giả thuyết giải thích nguồn gốc bao gồm: là anh trai được cho là đã qua đời của Persson,  một "thợ mỏ xui xẻo" ám ảnh những người chơi còn sống vì khao khát báo thù.
Lần đầu tiên Herobrine được phát hiện là từ khoảng thời gian Minecraft vẫn đang trong giai đoạn Alpha: một người đăng 4chan ẩn danh tuyên bố rằng họ đã phát hiện ra một nhân vật nhìn chằm chằm vào họ từ màn sương dày đặc giữa những cái cây trước khi biến mất và họ đã nhận được tin nhắn riêng tư từ người dùng có tên Herobrine, người dùng chỉ nói "dừng lại". Điều này xảy ra sau một bài đăng tiếp theo mà họ thực hiện hỏi về việc nhìn thấy đã bị cho là đã bị xóa mà không có lời giải thích.

### Những lần xuất hiện khác
Steve đã được giới thiệu trên các phương tiện trò chơi điện tử bên ngoài Minecraft. Steve xuất hiện như một nhân vật có thể chơi được độc quyền trong phiên bản PC của Super Meat Boy với tên gọi "Mr. Minecraft". Đầu của Steve xuất hiện trong Borderlands 2 như một loại phụ kiện có thể mở khóa. Đầu của Steve cũng có thể mở khóa đối với những người đã đạt được cấp độ 20 với tư cách là Paladin trong Hybrid.
Steve được giới thiệu là một nhân vật có thể chơi được trong Super Smash Bros. Ultimate; trang phục thay thế của Steve biến anh ấy thành Alex cũng như kẻ thù Zombie và Enderman từ Minecraft.

## Thu nhận

### Ảnh hưởng văn hoá
Các nhà phê bình nhận thấy rằng Steve đã đạt được mức độ ảnh hưởng văn hóa và sự công nhận lan truyền bên ngoài mục đích ban đầu của nhân vật như một nhân vật mặc định cho người chơi mới của Minecraft. Là bộ mặt của nhượng quyền thương mại trong các tài liệu khuyến mại và quảng cáo, một số nhà bình luận coi Steve là nhân vật gần gũi nhất mà Minecraft có so với nhân vật chính hoặc nhân vật chính. Điều này mặc dù là thực tế là sự tồn tại của Steve không được khẳng định bằng câu chuyện cốt truyện chính thức hoặc đối thoại trong trò chơi không giống như hầu hết các nhân vật trò chơi điện tử khác. Năm 2016, nhân viên Glixel đã xếp Steve là nhân vật trò chơi điện tử mang tính biểu tượng thứ 4 của thế kỷ 21. Trong danh sách năm 2021 do GamesRadar công bố, xếp hạng 50 nhân vật mang tính biểu tượng trong trò chơi điện tử, Rachel Weber coi Steve là "biểu tượng trường tồn" của Minecraft và hình mẫu nhân vật của anh ấy là một trong những hình bóng dễ nhận ra nhất trong văn hóa trò chơi điện tử.
Steve đã trở thành chủ đề của nhiều lý thuyết về người hâm mộ được lan truyền trên các cộng đồng Internet. Một giả thuyết cho rằng Steve dựa trên Tommy Vercetti, nhân vật chính của Grand Theft Auto: Vice City, do sự giống nhau về thể chất giữa cả hai nhân vật. Nó dựa trên một bài đăng trên Tumblr năm 2009 của Persson ghi lại quá trình làm việc của anh ấy trên Minecraft, nơi anh ấy xác nhận rằng anh ấy đã sử dụng các thiết kế lấy cảm hứng từ trò chơi điện tử Grand Theft Auto làm nền tảng cho công việc của mình. Năm 2020, Persson công khai trả lời trên phương tiện truyền thông xã hội và phủ nhận bất kỳ mối liên hệ hữu hình nào giữa cả hai nhân vật.
Một hiện tượng lan truyền của người hâm mộ khác, Herobrine creepypasta, được coi là một huyền thoại đô thị theo chủ đề kinh dị đáng chú ý trong ngành công nghiệp trò chơi điện tử. Sau bài đăng ẩn danh của 4chan, câu chuyện đã trở thành chủ đề của nhiều chủ đề trên các diễn đàn internet Minecraft cũng như các video do người dùng tạo trên YouTube báo cáo các lần bắt gặp, thường được chú thích bằng văn bản màu đỏ và những bản nhạc theo chủ đề kỳ lạ. Hai streamer Minecraft nổi tiếng, Copeland và Patimuss, đã được Lauren Morton từ PC Gamer ghi nhận vì những đóng góp của họ trong việc phổ biến huyền thoại đô thị thành một meme lan truyền. Ví dụ, Copeland đã đăng một số ảnh chụp màn hình Minecraft đã chỉnh sửa trong đó mô tả Herobrine để nhận được phản ứng từ người xem và dàn dựng một trò lừa bịp cho lối sống của anh ấy bằng cách sử dụng một bức tranh được bố cục lại để trông giống như Herobrine. Sự nổi tiếng của Herobrine creepypasta đã dẫn đến một vị trí trong cuộc bình chọn "50 nhân vật phản diện trong trò chơi điện tử hàng đầu mọi thời đại" năm 2013 do Tổ chức Kỷ lục Guinness Thế giới tổ chức, tạo ra những cuốn sách không chính thức như The Legend of Herobrine, loạt tiểu thuyết Gameknight999 và các giao diện do người hâm mộ tạo cảm hứng theo khuôn mẫu của creepypasta. Như để thừa nhận về meme Herobrine, nhân viên phát triển của Mojang thường thêm dòng "Herobrine bị loại bỏ" trong các ghi chú bản vá được phát hành cho trò chơi cho đến ngày 23 tháng 6 năm 2020, với bản vá Java Edition 1.16, còn được gọi là Minecraft's Nether Update. Sự quan tâm của người hâm mộ đối với meme cuối cùng đã lên đến đỉnh điểm vào đầu năm 2021 với việc phát hiện ra hạt giống thế giới có chứa ví dụ đầu tiên về việc nhìn thấy Herobrine bị cáo buộc.

### Super Smash Bros.
Việc công bố và giới thiệu DLC theo chủ đề Minecraft cho Super Smash Bros. Ultimate, được thể hiện chủ yếu bởi nhân vật Steve, đã nhận được phản ứng rất nhiệt tình từ các nhà phê bình và người chơi. Một số nhà bình luận cho rằng phần lớn sự phấn khích là do nhân vật chưa từng được đưa vào một trò chơi chiến đấu phổ biến, và sau khi tiết lộ, trang web mạng xã hội Twitter có thể đã phải vật lộn với lượng bài đăng được tạo ra để đáp ứng. Patricia Hernandez từ Polygon và Nadia Fox từ US Gamer lưu ý thêm rằng một hình ảnh động vụng về được giới thiệu trong màn chiến thắng cuối trận của nhân vật đã gây tai tiếng cho một số người xem, điều này có tác dụng tạo ra nhiều dư luận xung quanh màn ra mắt sắp xảy ra của nhân vật trong Smash.
Trong bài đánh giá của mình về Steve DLC cho Ultimate, Mitchell Saltzman từ IGN đã mô tả Steve là một trong những chiến binh phức tạp nhất từng được giới thiệu trong trò chơi về cơ chế trò chơi và nêu bật những cách sáng tạo mà các nhà phát triển đã kết hợp giữa cơ chế thu thập tài nguyên và chế tạo vật phẩm trong Minecraft vào bộ di chuyển của anh ấy. Nhân viên của Kotaku đã bị chia rẽ vì sự lặp lại có thể chơi được của Steve trong Smash. Ian Walker coi Steve là một trong những nhân vật thú vị nhất để chơi cho Ultimate sau khi quan sát một sự kiện mà một trong những người chơi thể hiện sự khéo léo của mình với khả năng xây dựng của Steve. Ari Notis có cái nhìn không mấy thuận lợi và gọi anh là nhân vật kỳ lạ nhất mà anh từng đóng. Notis đã mô tả chi tiết những điểm khác biệt về hình ảnh và lối chơi mà anh ấy quan sát được khi thực hiện Steve trong Ultimate.

### Phân tích
— Chris Bailey, 100 nhân vật trò chơi điện tử vĩ đại nhất.
Trong một bài viết về Steve từ ấn phẩm 100 nhân vật trò chơi điện tử vĩ đại nhất năm 2017, Chris Bailey giải thích rằng những gì ít biết về Steve giúp làm sáng tỏ cách hình đại diện trò chơi điện tử được nhìn nhận liên quan đến danh tính người chơi, bởi vì nhân vật này là hiện thân và thể hiện tinh thần tự do và khả năng tùy chỉnh vốn có đối với trò chơi điện tử thế giới mở. Anh ấy nói rõ thêm rằng Steve thể hiện "trọng tâm" của hình đại diện có thể liên quan trong việc tạo cho người chơi cơ quan sáng tạo của riêng họ trong và xung quanh trò chơi điện tử: trong khi các trò chơi khác cho phép một mức độ tùy chỉnh hình đại diện nhất định, Steve thể hiện khả năng này nhiều hơn cả với một quy trình tương tự như loại nghệ thuật pixel dàn dựng cho phép thiết kế lại toàn bộ bề mặt của cơ thể ngoài việc thay đổi kiểu tóc hoặc màu da được xác định trước. Quá trình này đặc biệt rõ ràng thông qua sự gia tăng của các cộng đồng trực tuyến và các diễn đàn được thiết lập để chia sẻ các giao diện thích ứng do người dùng tạo.
Liên quan đến khái niệm giới tính của Steve là trung tính và không phải là giới tính nhị phân như Persson khẳng định, Bailey cho rằng ban đầu "rất khó" để giải thích cho việc đưa hình đại diện có "tên rõ ràng là giới tính". Tuy nhiên, anh ấy nhận thấy rằng cộng đồng người chơi của Minecraft đã chấp nhận nguyên tắc chung của trò chơi là cởi mở do họ nhiệt tình tham gia vào khả năng tùy chỉnh hình ảnh đại diện của họ. Điều này đạt được thông qua quá trình phủ một lớp giao diện mới lên hình dạng ban đầu của Steve, điều này thể hiện ý kiến trực tiếp của người chơi về cách họ muốn được thể hiện trong trò chơi. tương tự, H. Chad Lane nói rằng khái niệm về skin trong Minecraft, được đại diện bởi Steve và Alex làm đường cơ sở, có thể hoạt động như một sự phản ánh nhận dạng và nhận thức bản thân của người chơi, bất kể nó giống hay trái ngược với danh tính của người chơi trong thế giới thực.
Gabriel Menotti đã trích dẫn trò lừa bịp Herobrine, liên quan đến một nhân vật không bao giờ là một thực thể trong trò chơi thực sự, như một ví dụ về cách việc ghi lại các lượt chơi có thể ảnh hưởng đến vũ trụ Minecraft một cách triệt để. Anh ấy tin rằng câu trả lời mơ hồ của Persson về việc liệu Herobrine có bao giờ được tích hợp vào Minecraft hay không cho thấy rằng luôn có khả năng trí tưởng tượng của người chơi được đưa vào một trong các bản cập nhật trong tương lai của trò chơi, điều này phù hợp với logic đằng sau sự phát triển mở của Minecraft cũng như của nó lịch sử cập nhật thường xuyên mà đôi khi giới thiệu các tính năng mới thay đổi trò chơi. Các tác giả của Mixing and Re-Purposition Realities nhận thấy rằng sự phổ biến của meme Herobrine thể hiện sự chấp nhận của cộng đồng Minecraft đối với những nỗ lực sáng tạo của các thành viên với việc chuyển đổi nội dung tự phát do người dùng tạo thành văn hóa dân gian Minecraft. Cuộc khảo sát của họ đối với những người trả lời nghiên cứu cho thấy Herobrine được coi như một nhân vật hủy diệt trong thần thoại có một số đặc điểm tương tự như các nhân vật siêu anh hùng.